# 5319 Petrovskaya
5319 Petrovskaya (1985 RK6) là một tiểu hành tinh vành đai chính được phát hiện ngày 15 tháng 9 năm 1985 bởi N. S. Chernykh ở Nauchnyj.